# Casa de Castril
La casa de Castril es un palacio renacentista ubicado en la ciudad española de Granada, comunidad autónoma de Andalucía; en ella se encuentra actualmente el Museo Arqueológico de Granada.

## Descripción

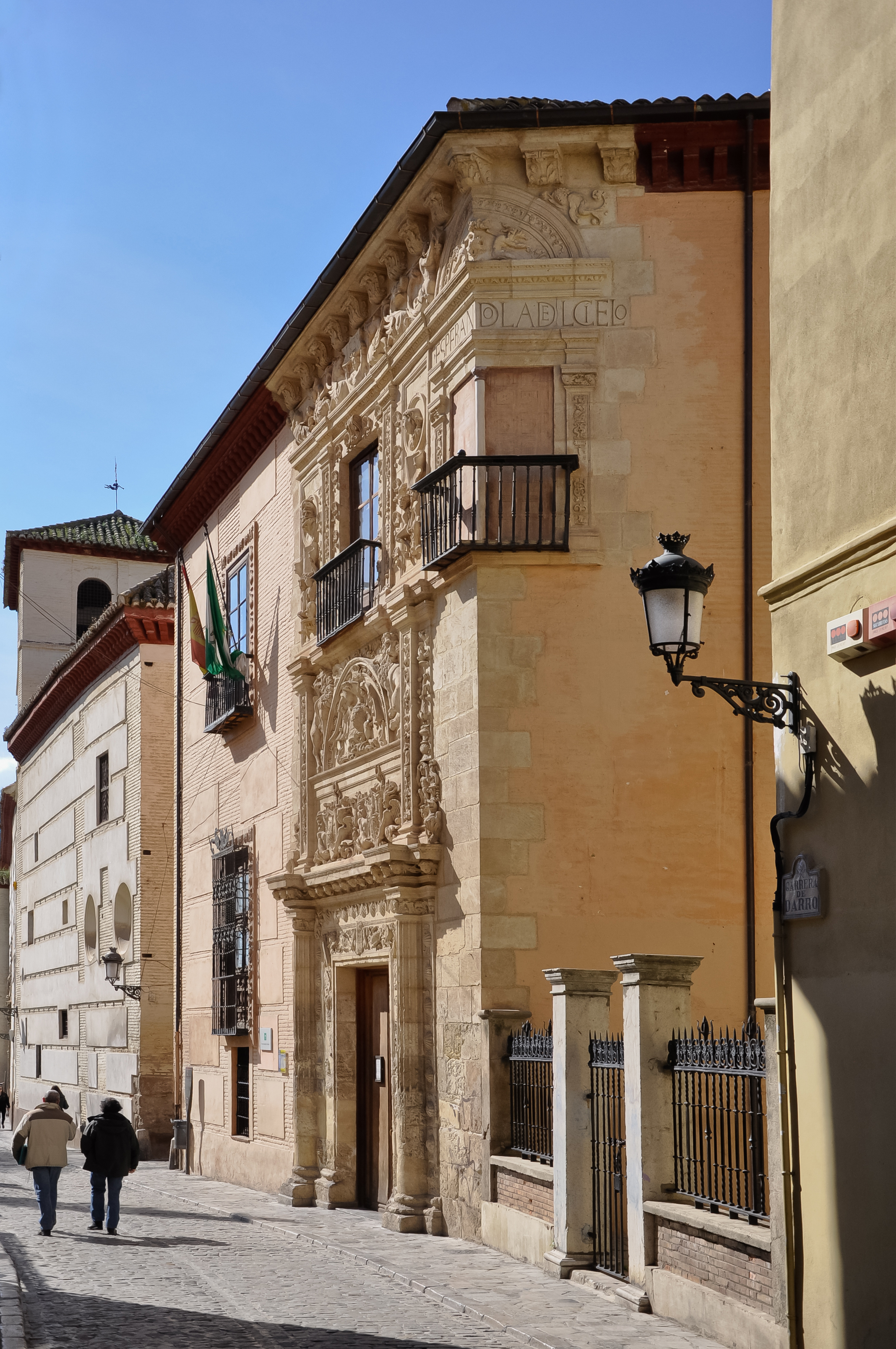
Exterior de la casa de Castril

La casa se halla enclavada en la carrera del Darro, en el antiguo barrio árabe de Ajsaris, sede a partir del siglo XVI de parte de la nobleza granadina, como muestran sus construcciones blasonadas. La Casa de Castril es uno de los mejores ejemplos de palacios renacentistas de Granada y perteneció a la familia de Hernando de Zafra, secretario de los Reyes Católicos que participó activamente en la reconquista de la ciudad a los musulmanes y en sus Capitulaciones. En lo alto de la fachada está grabada la fecha de su construcción: 1539. Esta obra ha sido atribuida a Sebastián de Alcántara, uno de los más destacados discípulos de Diego de Siloé. En 1917 se adquirió la Casa del Castril a los herederos del insigne arabista Leopoldo Eguílaz y Yanguas para ubicar definitivamente el citado Museo.
Además, sobre el edificio recae una vieja leyenda, de cuando era habitado en época árabe, la cual se refiere a una misteriosa dama de blanco que se aparece de vez en cuando, fruto de un desencuentro entre el padre de una bella muchacha que habitaba el edificio y su supuesto amante, que desencadenaron la furia del padre y posteriormente su ahorcamiento y emparedamiento en el balcón lateral del edificio. Sobre este balcón ciego se puede leer una consigna que dice: "Esperando la del cielo", lo que podría referirse a "esperando la justicia del cielo", que probablemente tuviese relación con las palabras que el supuesto amante pronunció antes de ser ahorcado.
Aparece descrita en el Estudio descriptivo de los monumentos árabes de Granada, Sevilla y Córdoba (1885) de Rafael Contreras y Muñoz con las siguientes palabras:

Casa de Castril. Situada en la Carrera de Darro: posee una de las más elegantes portadas del siglo XVI, con bellísimos detalles de renacimiento y relieves de prolijo realce, tan bien dibujados, que se atribuyen á Siloe. Nosotros creemos que tanto esta portada como otras que vemos en Granada menos ricas, fueron hechas por una brillante escuela de ornamentistas, que se formó en esta ciudad sin haber aprendido en los talleres de Florencia y Roma. Nótase al lado de la puerta un balcón de ángulo, hoy tapiado, con un letrero encima que dice: Esperándola del Cielo, y he aquí lo que se cuenta de ello: «Hernando de Zafra, después de haber servido lealmente á los Reyes Católicos, y ya viejo, se retiró á este palacio, en donde fué invitado por los referidos monarcas á que pidiera la gracia que quisiese. Se escudó el anciano á las reiteradas exigencias que le hacían sin cesar, hasta que contestó terminantemente, que la única gracia ya la esperaba del Cielo, cuya frase, memorable en la familia, se hizo después estampar en la piedra para eterna memoria». No acertamos á explicar este hecho satisfactoriamente, porque la forma y especial situación del letrero sobre la ventana del ángulo, indica otra cosa más accidental, si este no era un mote concedido al linaje del fundador de la casa. Veamos su versión más dramática que hemos leído en el Manual de Jiménez Serrano. «Habitaba esta casa un descendiente de Hernando de Zafra, viudo y con una hija joven y bella. Una noche había salido para volver más temprano que de costumbre. A la hora que su hija estaba en amoroso coloquio, penetra en la casa sin ser visto, se encamina al aposento de su hija y halla uno de sus pajes, joven de hermoso aspecto; cree que es el amante seductor y tira de una daga para atravesarlo; en vano grita el paje explicando su inocencia: «¡Justicia!» exclama asomándose al balcón é indicando el sitio por donde había partido el amante de su hija: «No la hallarás en la tierra» le contesta el caballero mandando á sus criados que lo colgasen del balcón: Que muera esperándola del Cielo. El padre mandó luego tapiar este balcón, donde había acontecido tal escena de deshonra para su linaje.
(Contreras y Muñoz, 1885, pp. 371-372)